# Thinocharis japonica
Thinocharis japonica – gatunek chrząszcza z rodziny kusakowatych i podrodziny żarlinków (Paederinae).
Gatunek ten został opisany w 1907 roku przez Maxa Bernhauera jako Thinocharis brevicornis, jednak w 1909 zmienił on nazwę na T. japonica ze względu na homonimiczność poprzedniej.
Ciało długości od 2,5 do 2,8 mm, rudobrązowe z czarną głową i żółtawobrązowymi odnóżami i czułkami. Prawie kwadratowa głowa jest szersza od nieco poprzecznego przedplecza, które jest węższe niż pokrywy. Środkowy płat edeagusa od spodu opatrzony podłużnym dołkiem pośrodku, zwężony ku talerzowatemu wierzchołkowi, w widoku bocznym zakrzywiony ku górze i ostry.
Chrząszcz znany z Korei i Japonii.